# عبد الرحمن البحراوي

## نسبه وبيئته
هو الشيخ عبد الرحمن البحراوي الحنفي الأزهري، ولد بكفر العيص قرية على شط النيل بمديرية البحيرة ، وكانت ولادته سنة 1235 ه‍ .

## نشأته
قدم لمصر وقرأ القرآن بالأزهر وجود فيه، وفي سنة 1249 شرع في حفظ المتداول من المتون، وفي سنة 1251 حضر دروس المشايخ فتلقى الفقه والتفسير والحديث عن الشيخ محمد الكتبي وأهل طبقته وتلقى علوم الأدب والمنطق والتوحيد عن الشيخ إبراهيم السقا والشيخ مصطفى البولاقي والشيخ إبراهيم البيجوري واضرابهم. وكتب بيده كل كتاب حضره فضلا عما كان يكتبه للاقتيات بثمنه لأنه كان قد قل من العيش وقد اجتهد في التحصيل وسهر الليالي مع جودة قريحته.

## منجزاته وأعماله
- تأهل للتصدر للتدريس في سنة 1264 وشهد بفضله أعيان الأزهر ولم يزل متصدرا للتدريس مع حسن القائه وعذوبة ملحه وكان محترما عند أولي الأمر.
- وفي سنة 1271 نيط به تصحيح الفتاوى الهندية بالمطبعة الكبرى ببولاق مصر.
- تولى قضاء اسكندرية سنة 1277 ثم رفع من قضائها سنة 1282.
- عاد للتدريس بالأزهر وفي سنة 1289 عين للفتوى بالمجلس الخصوصي .
- وفي سنة 1293 عين رئيس المجلس الأول بالمحكمة الشرعية المصرية الكبرى.
- ثم بعد ذلك تولى افتاء الحقانية، ثم رفع وعاد للتدريس بالأزهر.

## مؤلفاته
وله من التآليف تقرير على شرح العيني وحاشية على شرح الطائي، وله كتابات على أغلب كتب المذهب الحنفي ، وتخرج من درسه كثير ممن تولى القضاء وممن درس بالأزهر، ومن أجلهم الأستاذ الفاضل الشيخ محمد بخيت المطيعي.